# Compañía de los Ferrocarriles de Asturias, Galicia y León
La Compañia de los ferrocarriles de Asturias, Galicia y Leon, absorbée par le Norte en 1885, était la principale compagnie de chemins de fer de ces régions du nord-ouest de l'Espagne

## Premiers projets
En 1844, alors qu'ont lieu les premières études du chemin de fer de Langreo, certains voient plus loin et cherchent à désenclaver les Asturies en créant un chemin de fer qui relierait l'un des ports asturiens à l'intérieur des terres. Quelques entrepreneurs britanniques sollicitent alors la concession d'un chemin de fer de Leon à Avilés et cherchent à créer une compagnie qu'ils baptisent Camino de Hierro del Norte de España (déjà !). Le siège social de cette nouvelle entreprise s'installe au 34 calle de Atocha à Madrid, et une souscription publique est lancée. Elle ne rencontre pas le succès escompté, et le projet disparait avec la compagnie.

En Galice, la question soulève encore moins d'intérêt. En ce début des années 1850, le chemin de fer fait simplement l'objet de quelques discussions et de rares articles dans les journaux. Les quelques propositions émises sont floues et imprécises.
1856 marque un tournant. Le chemin de fer du Langreo entre enfin en service entre Sama et Gijón. On commence également la construction de la grande ligne de Madrid à Irun, qui peut servir de base pour de nombreux embranchements desservant les grands centres du nord et du nord-ouest du pays.

L'entrepreneur Juan Martinez Picavia va être le premier à étudier sérieusement la question des chemins de fer en Galice. Il propose une ligne partant de Palencia et, après avoir atteint la Galice, se divisant en deux branches, la première allant à La Corogne, la deuxième à Vigo. Ce projet est présenté au gouvernement qui se montre intéressé. Une ordonnance royale du 21 mars 1858 accorde la concession à Picavia. Les conseils généraux de la région voudraient voir ce chemin de fer baptisé Principe Alfonso (le futur Alphonse XII). Le voyage effectué par la reine Isabelle II à La Corogne en septembre est l'occasion de diverses festivités et actes commémoratifs plus ou moins spontanés. Elle inaugure symboliquement le début des travaux. Rien ne va pourtant être entrepris avant plusieurs années. En effet, Picavia meurt avant la fin de l'année
Il faut attendre le 16 février 1861 pour que le gouvernement accorde enfin la concession des deux premières sections de la ligne, de Palencia à Leon et de Leon à Ponferrada, à messieurs Miranda et fils Ceux-ci trouvent rapidement un financement auprès de capitalistes français, et créent en 1862 la Compañia del Ferrocarril de Palencia a Ponferrada. Les travaux pouvaient commencer

## Premières activités de la Compañia del Noroeste de España
La nouvelle société est présidée par Juan Bravo Murillo, plusieurs fois ministre et ancien chef du gouvernement espagnol. Si le siège social est situé à Madrid, calle de la Salud, la réalité du pouvoir appartient aux nombreux actionnaires français qui disposent de leur propre comité boulevard des Capucines à Paris. Cela explique que l'entrepreneur général chargé de construire la ligne soit un Français, François-Hubert Débrousse. Il n'en est pas à son coup d'essai et a déjà construit d'autres lignes en Espagne. D'ailleurs, la première section de Palencia à Leon ne présente pas de difficultés notables. Les campagnes traversées fournissent les ouvriers nécessaires. Le principal obstacle est le franchissement du rio Esla, près de Leon. Un pont de plus de 300 mètres est prévu, et ses piles posées en cinquante jours. Les 123 kilomètres séparant Palencia de Leon sont rapidement construits, et la section inaugurée en novembre 1863. Reste à atteindre la Galice. Le tracé retenu est loin de faire l'unanimité. Le 16 avril 1864, un avenant à la convention de concession autorise la desserte d'Astorga, à la grande satisfaction de ses habitants et de la compagnie. Dès lors les travaux vont bon train. La construction de la gare de La Corogne commence en 1865, sur des terrains situés à El Juncal. La deuxième section est terminée en 1866.

## Le temps des extensions
Les premières sections ne sont pas assez rentables pour faire vivre la compagnie, dont le crédit décline rapidement. Il faut aller de l'avant. Le 24 septembre 1864, un conseiller de la compagnie, José Ruiz de Quevedo, obtient la concession de la section de Ponferrada à La Corogne. En novembre de la même année, José de Manzanado obtient celle de la ligne de León à Gijón. Les deux concessions sont ensuite transférées au Noroeste, qui est alors parfois connu comme Compañia de los Ferrocarriles de Palencia a La Coruña y de Leon a Gijon. Le gouvernement entérine le tout par une ordonnance royale de 1865, tout en émettant de vives réserves sur les capacités de la compagnie à construire ces nouvelles lignes en terrains très accidentés.

Rapidement, de nouvelles études sont menées pour le franchissement des cols de Manzanal, en Galice, et de Pajares, aux Asturies. Sur la ligne de Galice, les travaux sont commencés sur les deux extrémités, entre Astorga et Brañuelas et entre Lugo et La Corogne. Ils n'avancent que très lentement. La voie arrive bien à Brañuelas en 1868, mais il faut attendre des années pour voir construire la section suivante. La compagnie en est réduite à réclamer à l'état la construction d'une route permettant d'atteindre la Galice et d'assurer ainsi la continuité des communications vers Madrid... Quant au parcours final de Lugo à La Corogne, lui aussi est entrepris en 1866/67. Mais il faut construire un grand pont sur le Miño. À La Corogne, en 1868, on en est encore à construire les murs de soutènement au-dessus de la mer et à terminer le tunnel du Pasaje. Bien que commencée, la construction de la gare va prendre des années.

## La chute de la Compañia del Noroeste de España
La révolution de septembre 1868, qui provoque la chute d'Isabelle II et la proclamation de la république, n'arrange pas les affaires de la compagnie. En ces périodes troublées, la petite compagnie croit voir son salut dans l'union avec une autre entreprise de même taille. Les dirigeants de la Compañia del ferrocarril de Medina a Zamora y de Orense a Vigo sont approchés en vue d'une fusion, mais les négociations se terminent sur un constat d'échec.  La compagnie réclame alors l'aide du gouvernement Prim, sans résultat. Les travaux se poursuivent lentement en 1869, et ils coûtent cher. Rapidement, la compagnie ne peut plus payer les coupons des obligations. En 1870, elle ne peut même plus assurer leur amortissement. Une partie des travaux est suspendue. Seuls ceux de la section Lugo-La Corogne sont poursuivis. Il faut attendre 1875 pour les voir terminés. La loi du 12 janvier 1877 constitue un véritable ultimatum du gouvernement, qui exige du Noroeste la réalisation de neuf chantiers distincts dans un délai de six mois et sans la moindre subvention. Cela n'améliore guère la situation de la compagnie, qui est déclarée en faillite en 1878. Le gouvernement reprend les travaux à son compte le 9 février de la même année

## L'apparition d'une nouvelle compagnie et l'achèvement des travaux
Le 19 décembre 1879, une loi autorisant la concession des lignes déjà terminées et de celles restant à construire est promulguée. Le gouvernement s'engage à garantir les tarifs et les prix des ports de Gijón, La Corogne et Vigo pour les placer sur un pied d'égalité avec les autres ports de la côte Cantabrique et avec la gare d'Irun. Deux groupes se montrent vite intéressés.
- Un consortium formé de cinq banques françaises représentées par un certain Donon et bénéficiant de l'appui de la puissante Compañia de los Caminos de Hierros del Norte
- le Marquis José Campo, promoteur et dirigeant de la solide Sociedad de los Ferrocarriles Almansa-Valencia-Tarragona (AVT)

Les dirigeants du Norte sont particulièrement inquiets car une clause de la convention stipule que le futur concessionnaire pourra solliciter une ligne directe de Madrid à Ségovie et à Palencia.
Le 21 janvier 1880, c'est la proposition des banquiers français qui est retenue. Peu après, le 9 mars, ils créent la Compañia de los Ferrocarriles de Asturias, Galicia, y Leon ou AGL. La Compañia de los Caminos de Hierros del Norte y obtient une participation à hauteur de 15 %.
Les travaux reprennent aussitôt, mais seulement sur la ligne de Galice. La nouvelle compagnie envisage en effet plusieurs modifications de tracé de la ligne des Asturies, et en particulier de la section montagneuse connue sous le nom de rampe de Pajares. Un premier projet propose de raccourcir la ligne de 23 kilomètres entre Pajares et Puente de los Fierros en diminuant le rayon des courbes et en portant les rampes à 35 mm/m. Lorsque le projet est connu, Il suscite une vive émotion dans les Asturies et provoque même une grande manifestation à Oviède le 27 mars 1881. Le nom de Donon est hué. Pourtant, le vrai projet est encore pire. Il prévoit 37 kilomètres en moins et un recours à la crémaillère. Le 15 juin 1881, une ordonnance royale rejette toutes les propositions de la compagnie AGL. Les travaux reprennent alors avec vigueur. la ligne de Galice est terminée en 1883, celle des Asturies en 1884, chaque fois en présence du roi Alphonse XII qui montre ainsi l'importance nationale de ces travaux.
Ouverture des lignes à l'exploitation :
1) Chemin de fer de Palencia à La Corogne :
| Date       | Section                  | Longueur (km) |
| 9/11/1863  | Palencia-Leon            | 122,385       |
| 16/02/1866 | Leon-Astorga             | 52,017        |
| 17/01/1868 | Astorga-Brañuelas        | 27,336        |
| 10/10/1875 | Lugo-La Coruña           | 114,987       |
| 4/09/1883  | Toral de los Vados-Oural | 120,746       |

2) Chemin de fer de Leon à Gijón
| Date       | Section                     | Longueur (km) |
| 17/01/1868 | Leon-La Robla               | 25,048        |
| 1/08/1868  | La Robla-Pola de Gordon     | 8,100         |
| 23/05/1872 | Pola de Gordon-Busdongo     | 19,910        |
| 23/07/1874 | Pola de Lena-Gijón          | 62,774        |
| 15/05/1881 | Pola de Lena-Puente Fierros | 12,201        |
| 14/08/1884 | Busdongo-Puente Fierros     | 42,775        |

3) Chemin de fer de Ponferrada à La Corogne
| Date       | Section                          | Longueur (km) |
| 10/05/1880 | Lugo-Puebla de San Julian        | 21,573        |
| 6/10/1880  | Sarria-Puebla de San Julian      | 14,161        |
| 4/02/1882  | Ponferrada-Brañuelas             | 49,294        |
| 12/07/1882 | Oural-Sarria                     | 9,792         |
| 1/03/1883  | Ponferrada-Toral de Vados-Bierzo | 23,893        |

La Compañia de los Ferrocarriles de Asturias, Galicia y Leon a ainsi terminé son œuvre. Mais les travaux ont coûté plus cher que prévu, et l'une des banques du consortium a fait faillite, ce qui fragilise la compagnie. Dès lors, la fusion avec la Compañia de los Caminos de Hierros del Norte semble inéluctable. Elle devient effective avec l'ordonnance royale du 1er mai 1885.

## Le matériel de la Compañia de los ferrocarriles de Asturias, Galicia y Leon
Disposant à la fois de lignes de plaines et de montagne, la compagnie dut acquérir un matériel nombreux et varié.
| Type  | N° AGL       | N° Norte  | Constructeur     | N° Usine    | Année | Poids | Notes |
| 030   | 29 à 30      | 651 à 652 | André Koechlin   | 1261 à 1262 | 1870  | 35,9  |       |
| 030   | 31           | 653       | André Koechlin   | 1258        | 1870  | 35,9  |       |
| 120   | 51 à 57      | 57 à 63   | Neilson (en)     | 857 à 863   | 1863  | 22,6  |       |
| 120   | 58 à 64      | 64 à 70   | André Koechlin   | 899 à 905   | 1865  | 22,4  |       |
| 220   | 71 à 82      | 71 à 82   | Richard Hartmann | 1184 à 1195 | 1882  | 24,4  |       |
| 220   | 83 à 93      | 83 à 93   | Richard Hartmann | 1251 à 1261 | 1883  | 24,4  |       |
| 220   | 94           | 94        | Richard Hartmann | 1357        | 1884  | 24,4  |       |
| 030   | 151 à 157    | 637 à 643 | Neilson (en)     | 871 à 877   | 1863  | 34,4  |       |
| 030   | 158 à 164    | 644 à 650 | André Koechlin   | 892 à 898   | 1865  | 30,8  |       |
| 230 T | 201 à 212    | 621 à 632 | Saint-Léonard    | 391 à 402   | 1872  | 38,5  |       |
| 030   | 301 à 310    | 664 à 673 | Richard Hartmann | 1104 à 1113 | 1882  | 34,6  |       |
| 030   | 311 à 321    | 674 à 684 | Richard Hartmann | 1173 à 1183 | 1882  | 34,6  |       |
| 030   | 322 à 331    | 654 à 663 | Emil Kessler     | 1826 à 1835 | 1881  | 34,6  |       |
| 030   | 332 à 336    | 685 à 689 | Emil Kessler     | 1896 à 1900 | 1883  | 34,6  |       |
| 030   | 401 et 402 ? | 633 à 634 | Neilson (en)     | 2458 à 2459 | 1880  | 36,2  |       |
| 030   | 403 et 404 ? | 635 à 636 | Neilson (en)     | 2456 à 2457 | 1880  | 36,2  |       |
| 040   | 501 à 502    | 601 à 602 | Richard Hartmann | 1073 à 1074 | 1880  | 44,6  |       |
| 040   | 503 à 511    | 603 à 611 | Richard Hartmann | 1348 à 1356 | 1884  | 44,6  |       |